# Мосетен
Мосетен (чимане, цимане) — вымирающий генетически изолированный язык (или семья близкородоственных языков) западной Боливии. Состоит из трёх разновидностей, традиционно считающихся диалектами, но в последнее время всё чаще рассматриваемых как самостоятельные языки (см. Проблема «язык или диалект»).

## Внутреннее членение
Языковая общность мосетен состоит из трёх идиомов, образующих диалектный континуум: мосетен Ковендо, мосетен Санта-Аны и чимане. Мосетен Санта-Аны занимает промежуточное положение и взаимопонятен с обеими другими разновидностями, различия между которыми более значительны.
Иногда название «мосетен» употребляется применительно к объединению первых двух идиомов, противопоставляемому чимане. Впервые рассматривать мосетен и чимане как различные языки было предложено в (Adelaar 1991).

## Внешние связи
Внешние генетические связи не выяснены; в настоящее время мосетен рассматривается как изолированный (или как самостоятельная семья языков).
В разное время выдвигались различные гипотезы по поводу генетической принадлежности языка мосетен. Так, М. Сводеш предполагал родство с чонскими языками (Swadesh 1963). Х. Суарес (Suárez 1969) объединял в единую макро-паноанскую семью мосетен, юракаре, пано-такананские и чонские языки. Впоследствии им была также высказана гипотеза о родстве макро-паноанских языков с аравакскими (Suárez 1977). Дж. Гринберг включал мосетен в состав же-пано-карибской семьи и далее в состав америндской макросемьи.
Однако, поскольку данные о языке мосетен вплоть до начала XXI века оставались весьма скудными, ни одна из этих гипотез не могла быть сколько-нибудь надёжно обоснована.

## Распространение
Носители чимане проживают на юго-западе департамента Бени; преимущественно вдоль реки Манеки от Ремансо до Косинчо. Носители собственно мосетенских диалектов проживают в прилегающих районах на востоке департамента Ла-Пас.
По данным В. Аделяра, на 2000 год языком мосетен владело 5.316 человек, при общей численности этнической общности в 5.907 человек. Однако в (Rodríguez-Bazán 2000) цифра в 5.907 человек приводится только для этнической общности чимане, исключая индейцев-мосетен. В (Sakel 2004) приводятся цифры в 600 носителей для мосетен Ковендо, 150—200 носителей для мосетен Санта-Аны и около 4000 носителей для чимане.
Согласно (Rodríguez-Bazán 2000), среди индейцев-чимане 9,2 % говорят только по-испански, 41,7 % одноязычны на чимане, а 47,1 % демонстрируют чимане-испанское двуязычие. среди индейцев-мосетен 13,3 % говорят только по-испански, 66,6 % двуязычны, и только 2,2 % являются монолингвальными носителями мосетен. Тенденция к переходу молодого поколения на испанский в собственно мосетенских сообществах выражена сильнее, нежели среди более многочисленных индейцев-чимане.

## Фонология

### Гласные
Мосетен Ковендо имеет следующие гласные: [i], [i:], [e], [e:], [ə], [ə:], [o], [a]. Все они имеют ротовые и носовые варианты; таким образом, число гласных фонем возрастает до 16 (при условии, что назализация является фонематическим признаком). Долгота не является фонематическим признаком для [o] и [a].

### Согласные
Мосетен Ковендо насчитывает 24 согласных.

## Фонотактика и морфонология
Структура слога (C)V(C). Стечения согласных запрещены, за исключением сочетания сонантов m, n, r с гортанной смычкой в исходе слова. В заимствованных словах это ограничение может нарушаться.
Все аффиксы имеют назализованные варианты; таким образом, наблюдается явление назальной гармонии, аналогичное тому, что представлено, например, в гуарани.
В ряде слов происходит ассимиляция гласной корня с гласной лично-числового показателя.
Словесное ударение обычно падает на первый слог корня; есть ряд исключений.

## Грамматика

### Морфология
Широко используются суффиксация, редупликация, клитики. Префиксация и инфиксация редки.
Имена различают два согласовательных рода (мужской и женский) и два числа (единственное и множественное). Морфологическая категория падежа отсутствует, однако существует ряд клитик, имеющих падежные значения.